# Sigaloseps
Sigaloseps is een geslacht van hagedissen uit de familie skinken (Scincidae).

## Naam en indeling
De wetenschappelijke naam van de groep werd voor het eerst voorgesteld door Ross Allen Sadlier in 1987. Er zijn zes soorten, waarvan er vier in 2014 voor het eerst wetenschappelijk zijn beschreven. In veel literatuur wordt daarom een soortenaantal van twee genoemd.

## Uiterlijke kenmerken
De lichaamskleur is bruin, sommige soorten hebben een opvallende rode staart, zoals Sigaloseps ferrugicauda (ferrugicauda betekent 'roest-staart') en Sigaloseps ruficauda (ruficauda betekent 'roodstaart'). Het lichaam is langwerpig van vorm, de lichaamslengte loopt uiteen van ongeveer vier tot zes centimeter. De staart is meestal langer dan het lichaam maar kan ook ongeveer even lang of zelfs iets korter zijn, zoals bij Sigaloseps deplanchei.
De frontoparitaalschubben zijn versmolten, de supranasaalschubben ontbreken. De skinken hebben kleine lobben aan de gehooropening.

## Verspreiding en habitat
Alle soorten komen voor in delen van Azië en leven endemisch in Nieuw-Caledonië.
Door de internationale natuurbeschermingsorganisatie IUCN is aan twee soorten een beschermingsstatus toegewezen. Sigaloseps deplanchei wordt beschouwd als 'gevoelig' (Near Threatened of NT) en de soort Sigaloseps ruficauda staat te boek als 'kwetsbaar' (Vulnerable of VU).

## Soorten
Het geslacht omvat de volgende soorten, met de auteur en het verspreidingsgebied.
| Naam                    | Auteur                                      | Verspreidingsgebied                                 |
| ----------------------- | ------------------------------------------- | --------------------------------------------------- |
| Sigaloseps balios       | Sadlier, Bauer & Wood, 2014                 | Zuidelijk Nieuw-Caledonië (Omgeving Mount Humboldt) |
| Sigaloseps conditus     | Sadlier, Bauer & Wood, 2014                 | Zuidelijk Nieuw-Caledonië                           |
| Sigaloseps deplanchei   | Bavay, 1869                                 | Zuidelijk Nieuw-Caledonië                           |
| Sigaloseps ferrugicauda | Sadlier, Smith, Shea & Bauer, 2014          | Zuidelijk Nieuw-Caledonië                           |
| Sigaloseps pisinnus     | Sadlier, Shea, Whitaker, Bauer & Wood, 2014 | Nieuw-Caledonië                                     |
| Sigaloseps ruficauda    | Sadlier & Bauer, 1999                       | Zuidelijk Nieuw-Caledonië                           |